# Pedro Soto
Pedro Soto Moreno (San Miguel El Alto, 22 ottobre 1952) è un ex calciatore messicano, di ruolo portiere.

## Carriera
Con la Nazionale messicana ha preso parte al campionato del mondo 1978, tenutosi in Argentina.